# Улица Пришвина (Москва)
Улица При́швина — улица на севере Москвы в районе Бибирево Северо-Восточного административного округа, между Алтуфьевским шоссе и улицей Плещеева.

## История
Улица изначально носила название Садовая. Поскольку в других районах Москвы существовало несколько улиц с такими же названиями, в 1966 году она была переименована в честь писателя и путешественника Михаила Михайловича Пришвина (1873—1954), знатока Русского Севера и Подмосковья.

## Расположение
Улица Пришвина начинается от Алтуфьевского шоссе, пересекает Шенкурский проезд, Мурановскую улицу, улицу Конёнкова и заканчивается на улице Плещеева у станции метро «Бибирево».

## Учреждения и организации
- Дом 3 — магазин «Пятерочка»;
- Дом 8, корпус 1 — интернет-газета «Km.Ru»;
- Дом 10А — торговый дом «Бибирево Авто»;
- Дом 10 — Судебные участки мировых судей по району Бибирево № 84, 85, 86;
- Дом 11А — детский сад № 1014 (с ясельными группами);
- Дом 12, корпус 2 — Управа района Бибирево Северо-восточного административного округа;
- Дом 13А — детский сад № 1113;
- Дом 14 — Отдел по вопросам миграции УВД по СВАО ГУ МВД России по г. Москве[2];
- Дом 17 — Росбанк, московский филиал № 9705;

Подстанция скорой и неотложной помощи № 35

- Дом 18 — Подстанция скорой и неотложной помощи № 35;
- Дом 19А — детский сад № 909 (для детей с нарушением зрения);
- Дом 20, строение 2 — архив Московского метрополитена;
- Дом 20 — Кировский спортивно-оздоровительный комплекс;
- Дом 22 — торговый центр «Александр лэнд»: Детский мир, супермаркет «Перекрёсток», рестораны «Крестьянин и барон», «Вкусно — и точка», магазин парфюмерии «Л’этуаль», магазин бытовой техники «Эльдорадо», цифровой центр «Ион», магазин электроники «Белый ветер цифровой», магазин одежды «Fashion House», магазин одежды «Вещь», ресторан «Sbarro», аптека «Hexal», химчистка «Лисичка»;

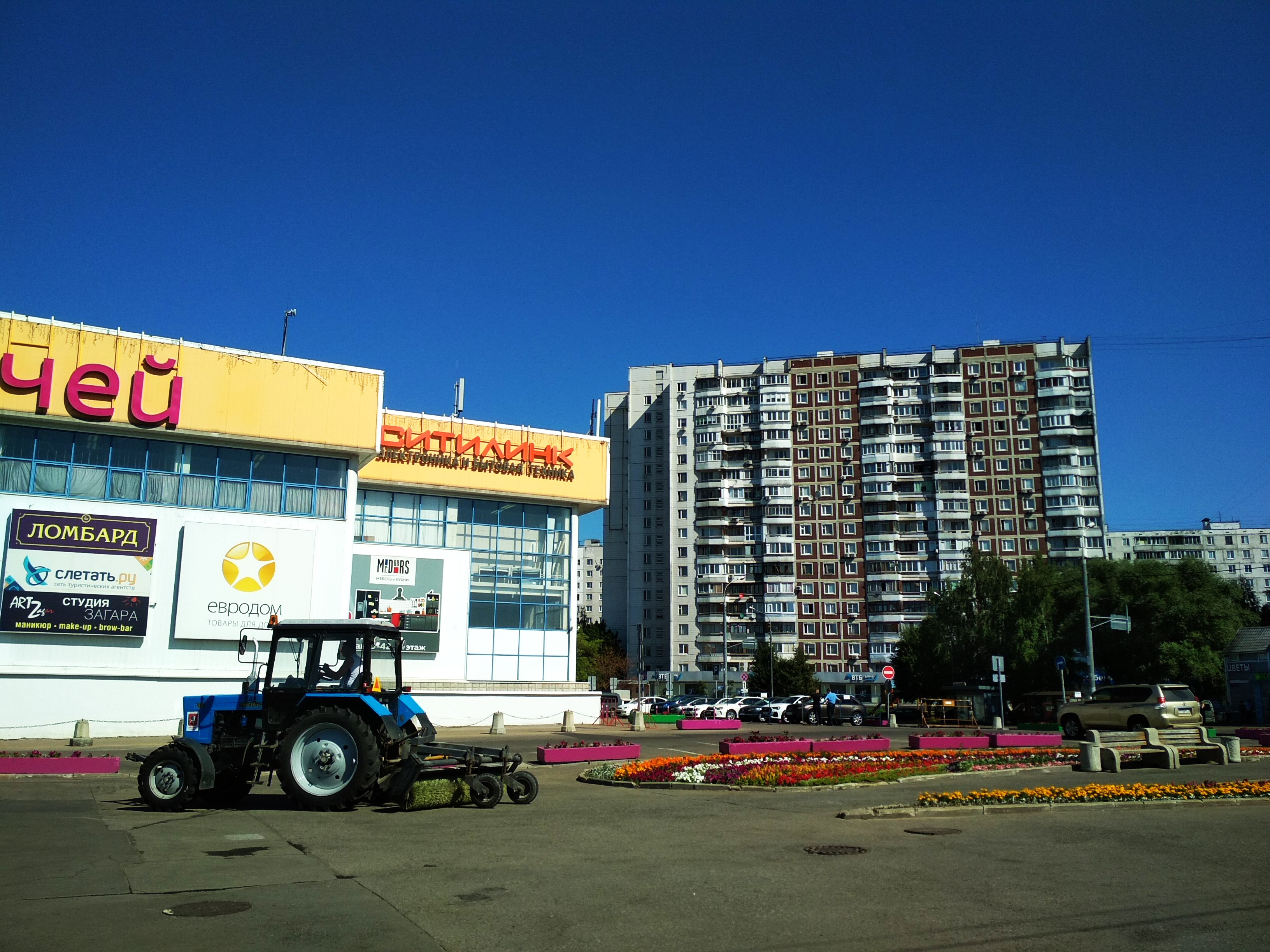
Угол «Миллиона мелочей»

- Владение 26, строение 3 — торгово-выставочный комплекс «Миллион мелочей».

## Общественный транспорт

### Автобусы
- 282 Улица Корнейчука —  Петровско-Разумовская —  Войковская
- 587  Бибирево —  Лианозово
- 771 Абрамцевская улица —  Медведково — Северодвинская улица

### Электробусы
- 503 Улица Корнейчука —  Алтуфьево —  Бибирево —  Владыкино
- 353 Осташковская улица —  Медведково —  Бибирево —  Владыкино
- 705 Абрамцевская улица —  Бибирево